# 大内梅罗
大内梅罗（德語：Groß Nemerow）是德国梅克伦堡-前波美拉尼亚州的市镇，隶属于梅克伦堡湖区县。总面积为21.02平方千米，截至2023年12月31日总人口为1,124人。